# OGB
 (août 2025).
La mise en forme du texte ne suit pas les recommandations de Wikipédia : il faut le « wikifier ».
Les points d'amélioration suivants sont les cas les plus fréquents. Le détail des points à revoir est peut-être précisé sur la page de discussion.
- Les titres sont pré-formatés par le logiciel. Ils ne sont ni en capitales, ni en gras.
- Le texte ne doit pas être écrit en capitales (les noms de famille non plus), ni en gras, ni en italique, ni en « petit »…
- Le gras n'est utilisé que pour surligner le titre de l'article dans l'introduction, une seule fois.
- L'italique est rarement utilisé : mots en langue étrangère, titres d'œuvres, noms de bateaux, etc.
- Les citations ne sont pas en italique mais en corps de texte normal. Elles sont entourées par des guillemets français : « et ».
- Les listes à puces sont à éviter, des paragraphes rédigés étant largement préférés. Les tableaux sont à réserver à la présentation de données structurées (résultats, etc.).
- Les appels de note de bas de page (petits chiffres en exposant, introduits par l'outil «  Source ») sont à placer entre la fin de phrase et le point final[comme ça].
- Les liens internes (vers d'autres articles de Wikipédia) sont à choisir avec parcimonie. Créez des liens vers des articles approfondissant le sujet. Les termes génériques sans rapport avec le sujet sont à éviter, ainsi que les répétitions de liens vers un même terme.
- Les liens externes sont à placer uniquement dans une section « Liens externes », à la fin de l'article. Ces liens sont à choisir avec parcimonie suivant les règles définies. Si un lien sert de source à l'article, son insertion dans le texte est à faire par les notes de bas de page.
- La présentation des références doit suivre les conventions bibliographiques. Il est recommandé d'utiliser les modèles {{Ouvrage}}, {{Chapitre}}, {{Article}}, {{Lien web}} et/ou {{Bibliographie}}. Le mode d'édition visuel peut mettre en forme automatiquement les références.
- Insérer une infobox (cadre d'informations à droite) n'est pas obligatoire pour parachever la mise en page.

Pour une aide détaillée, merci de consulter Aide:Wikification.
Si vous pensez que ces points ont été résolus, vous pouvez retirer ce bandeau et améliorer la mise en forme d'un autre article.
OGB (pour Original Gros Bonhomme), de son vrai nom Samir Salah, est un rappeur français né le 7 avril 1977 à Paris. Membre fondateur de Mafia K'1 Fry, il est également backeur historique de Kery James, producteur, coach scénique, scénographe, animateur d’émission et auteur d’un livre autobiographique. Il est actuellement coordinateur de relations publiques à Vitry-sur-Seine.

## Biographie

### Débuts et Mafia K'1 Fry
Originaire de Vitry-sur-Seine, OGB fait ses armes au sein du collectif Mafia K'1 Fry, aux côtés de Rohff, 113, Kery James, DJ Mehdi ou Intouchable. Il participe notamment au clip culte *Pour Ceux*, où il est l’homme qui découpe la viande, une image restée célèbre dans l'histoire du rap français.
Backeur attitré de Kery James, il cumule plus de 1600 concerts en France et à l’étranger. Il est également connu comme sparring partner artistique, intervenant sur des textes, des mélodies ou des arrangements sans forcément être crédité.

### Carrière solo et engagement
En parallèle, OGB développe une carrière solo avec plusieurs albums dont La Mémoire (2011). Il fonde l’émission **#PressPause**, un format de discussion qu’il anime sur sa chaîne YouTube, mêlant développement personnel, témoignages et société.
Il reçoit dans cette émission de nombreuses personnalités comme :
- Harry Roselmack
- Rachel Legrain-Trapani
- Orelsan
- Jhon Rachid
- L’équipe du film *Banlieusards* (réalisé par Kery James et Leïla Sy, Netflix)

En 2023, il apparaît brièvement dans *Banlieusards 2*, une expérience qui renforce son envie de poursuivre dans le cinéma et la doublure voix.

### "Champion", Teddy Tamgho et résilience
En 2015, il produit le single *Champion* en collaboration avec Teddy Tamgho, champion du monde de triple saut, rebaptisé Teddy Star pour l’occasion,.
En mars 2020, il est hospitalisé sous assistance respiratoire à cause du Covid-19. Cette épreuve devient un tournant personnel et artistique.
Il prend ensuite un poste à la mairie de Vitry-sur-Seine comme **chargé de démocratie locale**, où il coordonne des actions culturelles de terrain, des scènes ouvertes et des conseils de quartier pour finalement de par son expérience acquise finir comme **coordinateur relations publiques**.

### EP, autobiographie et nouvelle ère
En 2024, il publie l’EP **Je dis ça, je dis tout**, un retour très personnel et technique, porté par des titres comme *OGbig Pun*, *L’Allumette* ou *Vallée de larmes*. Le projet alterne egotrip, introspection et hommage à ses racines.
Le clip "Press Pause" avec Indila avait déjà posé les bases de cette identité sensible et engagée.
En parallèle, il finalise une autobiographie intitulée *Je suis venu me dire...*, préfacée par le fils de Charlie Chaplin, dans laquelle il revient sur son parcours d’homme, de père et d’artiste.
Le 9 février 2025, il est l’invité de l’émission *En Sol Majeur* sur RFI, animée par Yasmine Chouaki, où il partage ses réflexions sur l’identité, la culture et l’engagement.

### Surnoms et influence dans le milieu
Dans le milieu du rap, OGB est connu pour ses nombreux pseudonymes, souvent cités par les fans :  
L’OGBack, OG (prononcé ÔDji), Original Gros Blédard, OGBaffe, Haut Débit, L’homme aux 1600 concerts, OGB.I.G.

## Discographie

### Solo
- **1999** : *Rap Offensif* (maxi)
- **2001** : *Vitry Club* (compilation)
- **2005** : *OGBest Of Collector* (street CD)
- **2006** : *Enfermé Dehors* (album)
- **2007** : *Combien Savent* (réédition avec 8 inédits)
- **2008** : *Esprit d’Équipe* (avec L’Équipe) – sorti le 6 octobre 2008
- **2011** : *La Mémoire* – sorti le 27 juin 2011, accompagnée d’un DVD d’archives
- **2020** : *Street Soldierz* (single)[6]
- **2021** : *Cus D’Amato* (single)[7]
- **2024** : *Je dis ça, je dis tout vol. 1* (EP)

### Clips officiels
- *Cus D’Amato*
- *Street Soldierz*
- *Press Pause* (feat. Indila)

### Singles & featurings
- **2011** : *Press Pause* (feat. Indila)

- **2015** : *Champion* (feat. Teddy Star)
- **2024** : *Vallée de larmes* (issu de l’EP)

### Avec la Mafia K'1 Fry
- **1997** : *Liens Sacrés*
- **1999** : *Légendaire*
- **2003** : *La Cerise sur le Ghetto*
- **2006** : *Jusqu’à la Mort*
- **2007** : *Jusqu’à la Mort* (réédition)

### Apparitions & featurings (sélection)
- **1997** : Different Teep – « Squatte le M.I.C » (feat. OGB, 113 & Ideal J)
- **1998** : 113 – « Les évadés » (feat. OGB & Rohff)
- **1998** : Ideal J – « Show Business » (feat. OGB)
- **1999** : Rohff – « Le bal des voyous » (feat. OGB)
- **2000** : Intouchable – « 94 FM » (feat. OGB…)

## Liens utiles
- Clip Champion – YouTube
- Clip Press Pause – Indila
- Autobiographie – Actualitté
- Interview RFI – En Sol Majeur
- Article Le Point – Champion